# جمهورية داغستان الاشتراكية السوفيتية ذاتية الحكم
جمهورية داغستان الاشتراكية السوفيتية ذاتية الحكم (بالروسية: Дагестанская Автономная Советская Социалистическая Республика)‏ (1921-1991)،  وتُختصر (بالروسية: Дагестанская АССР)‏ وأيضًا تعرف بشكل غير رسمي باسم داغستان السوفيتية أو ببساطة داغستان، كانت جمهورية اشتراكية سوفيتية مستقلة (ASSR) ضمن جمهورية روسيا الاتحادية الاشتراكية السوفيتية في الاتحاد السوفيتي السابق. عُرفت بـ«أرض الجبال»، كما عرفت أيضاً بوجود «جبل من الشعوب»، نظراً لوجود أكثر من ثلاثين مجموعة عرقية من السكان الأصليين في الجمهورية. وعلى الرغم كجزء من استراتيجيتها لتعزيز اللغات المحلية وعدم تشجيع الحركات القومية التركية والقومية الاسلامية، ونصف دزينة من قدمت مع التعليم المدرسي في لغتهم الأم في مرحلة ما من التاريخ السوفيتي هذه الأعراق، وأصبحت اللغة الروسية الأكثر انتشارا اللغة الثانية وتدريجياً اللغة المشتركة، خاصة في المناطق الحضرية.
تم تسمية الكوكب الصغير 2297 داغستان، الذي اكتشفه الفلكي السوفيتي نيكولاي تشيرنيخ في عام 1978  ، باسم داغستان السوفيتية.

## معرض الصور

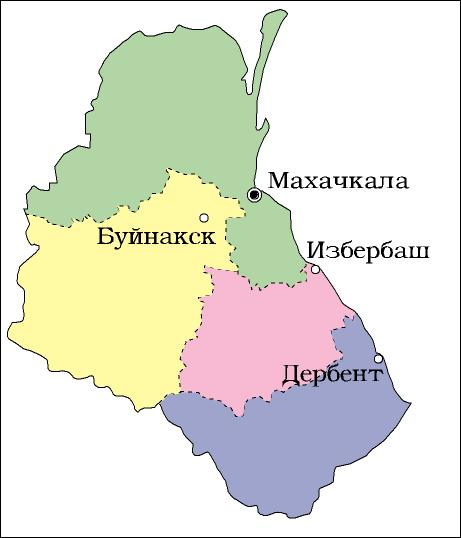
خريطة لجمهورية داغستان ASSR عام 1953
خريطة داغستان ASSR وغيرها ASSR في منطقة القوقاز
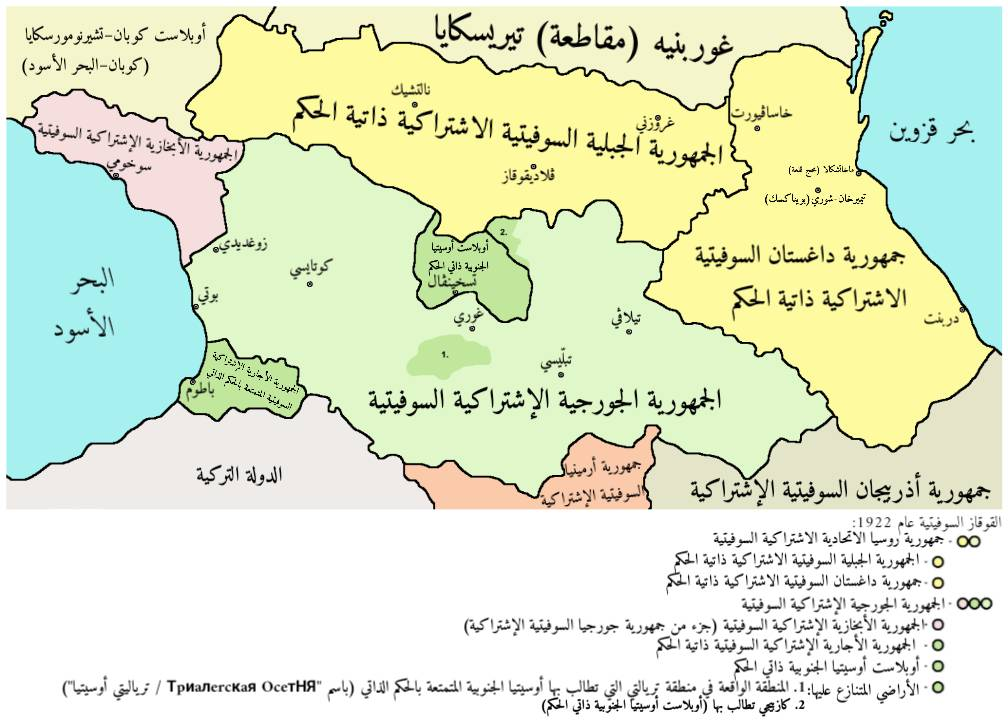
خريطة لجمهورية داغستان ASSR و ASSR أخرى في منطقة القوقاز في عام 1922